# 茹基蒂巴
茹基蒂巴是巴西圣保罗州的一个市镇。总面积521.598平方公里，总人口31256人，人口密度59.9人/平方公里。